# Łona
Łona, właśc. Adam Bogumił Zieliński (ur. 21 maja 1982 w Szczecinie) – polski raper, autor tekstów i producent muzyczny, a także prawnik i ekspert w dziedzinie prawa własności intelektualnej. Współwłaściciel wytwórni muzycznej Dobrzewiesz Nagrania. Znany z działalności w duecie z producentem Andrzejem „Webberem” Mikoszem, trio Łona x Konieczny x Krupa (z którym zdobył trzy Fryderyki) oraz podziemnym zespole Wiele C.T.. Laureat Paszportu Polityki.
Współpracował z takimi wykonawcami jak Ten Typ Mes, Vienio, Afrojax, White House, O$ka, Pokahontaz, Lilu, Sobota, Te-Tris, Smarki Smark, T-raperzy znad Wisły, Katarzyna Nosowska, Fokus, Pyskaty, Jajonasz, Projektanci, Budyń, czy PMM.
W 2011 roku Zieliński został sklasyfikowany na 16. miejscu listy 30 najlepszych polskich raperów według magazynu Machina. Rok później znalazł się na 8. miejscu listy najlepszych polskich raperów opublikowanej przez serwis Porcys.

## Życiorys
Łona jest absolwentem V Liceum Ogólnokształcącego im. Adama Asnyka w Szczecinie. Ukończył prawo na Uniwersytecie Szczecińskim, pracuje w kancelarii prawniczej. Odbył aplikację radcowską i zdał zawodowy egzamin radcowski.
W 2017 roku Rada Języka Polskiego uhonorowała artystę tytułem „Młody Ambasador Polszczyzny”. W 2020 wraz z Webberem otrzymali od Prezydenta miasta Szczecin tytuł honorowych ambasadorów Szczecina.

## Kariera muzyczna

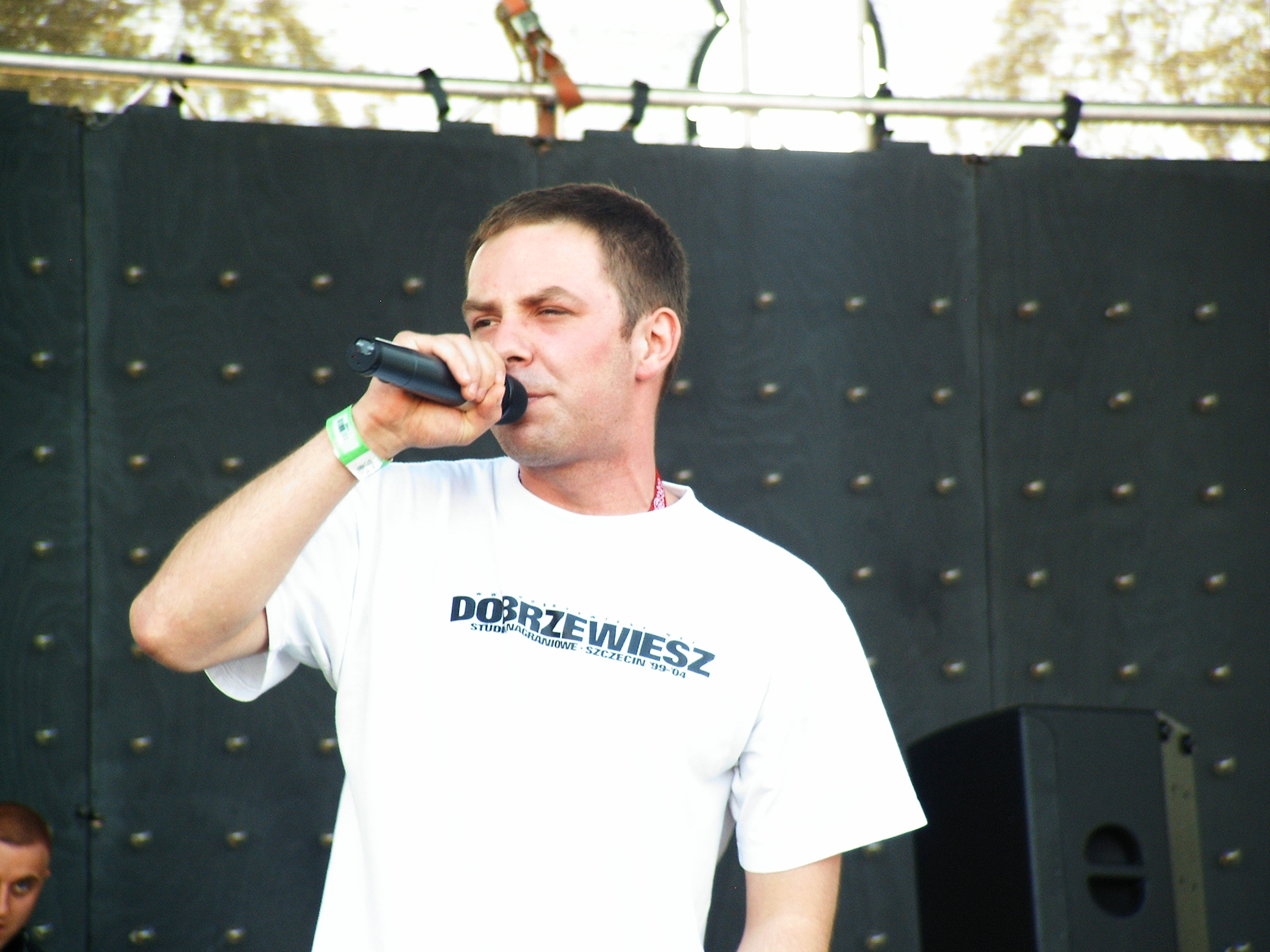
Łona, 2006

Rapować zaczynał w szczecińskiej audycji radiowej WuDoo autorstwa Joanny Tyszkiewicz (członkini grupy Snuz), najczęściej kojarzony jest z nieistniejącą już szczecińską grupą muzyczną Wiele C.T. (wtedy jeszcze jako Do You Wanna, z którego wyewoluował jego dzisiejszy pseudonim artystyczny), wraz z którą wydał nielegal zatytułowany Owoce miasta (1999).
Szerszemu gronu zaprezentował się na albumie O$ki pt. Kompilacja K2, gdzie wykonał utwór pt. Złota rybka. Następnie we współpracy z Webberem (Andrzej Mikosz), który pomagał już przy produkcji „Owoców miasta” (jeszcze jako członek Wiele C.T.), nagrał płytę Koniec żartów.
W 2002 roku ukazał się maxi singiel pt. Nie słuchać przed 2050.
Po wydaniu albumu Łona wystąpił na kompilacji Kodex (utwór „Piękny dzień by zadzwonić”). W 2004 roku ukazał się drugi album Łony pt. Nic dziwnego. W roku 2007 z Webberem wydał album pt. Absurd i nonsens. W wersji na płycie winylowej uzupełnia go także druga płyta z instrumentalnymi wersjami wszystkich utworów oraz utworem Rzuć to z gościnnym udziałem Afrojaxa.
W 2008 roku razem w Webberem wydał epkę pt. Insert. Album powstał jako luźny, refleksyjny materiał z utworami o spokojnym nastroju, jak i takimi z bardziej zaczepnym brzmieniem beatów. Na płycie swego głosu udzielili także tacy raperzy jak Paco oraz Smarki Smark.
W 2011 wydał płytę Cztery i pół, którą promują teledyski do utworów Nie pytaj nas, To nic nie znaczy i Kaloryfer. Jest to pierwszy album Łony wydany nakładem własnej wytwórni Dobrzewiesz Nagrania.

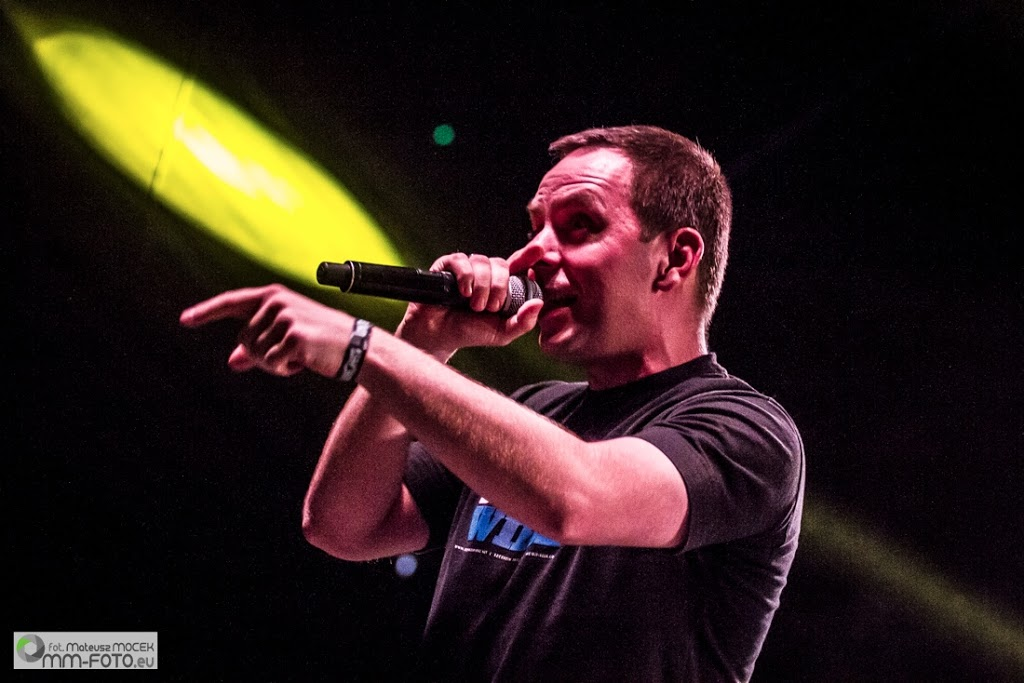
Łona, 2015

Na początku kwietnia 2013 zapowiedziany został koncert Łony, Webbera i The Pimps w szczecińskim Studio S-1, który miał zostać zarejestrowany i wydany na DVD. Koncert odbył się 28 kwietnia tegoż roku. Premiera wydania koncertowego została zapowiedziana na 11 czerwca 2013.
W październiku 2014 Łona i Webber wydali singiel „Wyślij sobie pocztówkę” w formie winylowej pocztówki. Do utworu został również zrealizowany teledysk.
W 2013 roku wraz z Webberem został wyróżniony Nagrodą Artystyczną Miasta Szczecin.
W 2017 roku Rada Języka Polskiego przy Prezydium PAN nadała mu tytuł Młodego Ambasadora Polszczyzny.  
Album Łony i Webbera Cztery i pół uplasował się na dwunastym miejscu w zestawieniu stu najlepszych albumów z lat 2010–2019 według Newonce.radio.
Ponadto utwór To nic nie znaczy znalazł się w wyliczeniu stu najlepszych singli według Newonce.radio.

## Dyskografia
Albumy
| Koniec żartów                                             | - Data: 3 grudnia 2001 - Wydawca: Asfalt Records           | 22 |                 |                    |
| Nic dziwnego                                              | - Data: 20 maja 2004 - Wydawca: Asfalt Records             | 12 |                 |                    |
| Absurd i nonsens (oraz Webber)                            | - Data: 23 marca 2007 - Wydawca: Asfalt Records            | 9  |                 |                    |
| Insert EP (oraz Webber)                                   | - Data: 20 czerwca 2008 - Wytwórnia: Asfalt Records        | –  |                 |                    |
| Cztery i pół (oraz Webber)                                | - Data: 30 września 2011 - Wytwórnia: Dobrzewiesz Nagrania | 3  | - POL: 15 tys.+ | - POL: złota płyta |
| Łona, Webber & The Pimps w S-1                            | - Data: 11 czerwca 2013 - Wytwórnia: Dobrzewiesz Nagrania  | 24 |                 |                    |
| Nawiasem mówiąc (oraz Webber)                             | - Data: 22 kwietnia 2016 - Wydawca: Dobrzewiesz Nagrania   | 2  | - POL: 15 tys.+ | - POL: złota płyta |
| Śpiewnik domowy EP (oraz Webber)                          | - Data: 17 kwietnia 2020 - Wydawca: Dobrzewiesz Nagrania   | 1  |                 |                    |
| Taxi (oraz Andrzej Konieczny i Kacper Krupa)              | - Data: 13 października 2023 - Wydawca: Def Jam Recordings | 2  | - POL: 15 tys.+ | - POL: złota płyta |
| Taxi Instrumental (oraz Andrzej Konieczny i Kacper Krupa) | - Data: 21 czerwca 2024 - Wydawca: Def Jam Recordings      | 42 |                 |                    |
| „–” album nie był notowany.                               |                                                            |    |                 |                    |

Single
| „Rozmowa”                                            | 2001 | 2  | –  | –  | Koniec żartów      |
| „Nie słuchać przed 2050 r.”                          | 2002 | 3  | –  | –  | –                  |
| „Nie ufajcie Jarząbkowi”                             | 2004 | 15 | –  | –  | Nic dziwnego       |
| „Miej wątpliwość” (oraz Webber)                      | 2007 | 25 | –  | –  | Absurd i nonsens   |
| „Nie ma nas” (oraz Webber; Daniel Drumz Remix)       | 2013 | –  | –  | –  | –                  |
| „Wyślij sobie pocztówkę” (oraz Webber)               | 2014 | 19 | 28 | 14 | –                  |
| „Nie mam pojęcia” (oraz Webber)                      | 2016 | 42 | –  | –  | Nawiasem mówiąc    |
| „Nie mam pojęcia (Daniel Drumz Remix)” (oraz Webber) | 2016 | –  | –  | –  | –                  |
| „Stop, Nadiu” (oraz Webber)                          | 2020 | –  | –  | –  | Śpiewnik domowy EP |
| „Nikifor Szczeciński” (oraz Webber)                  | 2020 | –  | –  | –  | Śpiewnik domowy EP |
| „–” singel nie był notowany.                         |      |    |    |    |                    |

Inne notowane utwory
| Tytuł                                                       | Rok  | Pozycja na liście | Album           |
| Tytuł                                                       | Rok  | SLiP              | Album           |
| ----------------------------------------------------------- | ---- | ----------------- | --------------- |
| „Hiphop non stop”                                           | 2002 | 9                 | Koniec żartów   |
| „Nic dziwnego”                                              | 2004 | 13                | Nic dziwnego    |
| „Rozmowy z cutem”                                           | 2004 | 3                 | Nic dziwnego    |
| „Nie pytaj nas” (oraz Webber)                               | 2011 | 25                | Cztery i pół    |
| „To nic nie znaczy” (oraz Webber)                           | 2011 | 20                | Cztery i pół    |
| „Nocny ekspres” (oraz Webber)                               | 2012 | 24                | Cztery i pół    |
| „Kaloryfer” (oraz Webber)                                   | 2012 | 29                | Cztery i pół    |
| PMM – „Pewnego razu w Szczecinie” (gościnnie: Łona, Bonson) | 2013 | 2                 | Zatrzymać gniew |

Inne
| Album                                              | Rok  | Utwór | Źródło |
| -------------------------------------------------- | ---- | --- | ------ |
| Steez #1 – Strona jasna, dusza miasta (kompilacja) | 2000 | Łona – „O jak dobrze” | [ 54 ] |
| O$ka – Kompilacja 2                                | 2001 | „Złota rybka” (gościnnie: Łona) | [ 55 ] |
| White House – Kodex                                | 2002 | „Piękny dzień by zadzwonić” (gościnnie: Łona)                                                                                                  | [ 56 ] |
| JuNouMi Records EP Vol.1 (kompilacja)              | 2002 | Łona – „Nie słuchać przed 2050 r.” | [ 57 ] |
| Budyń – Kilof                                      | 2004 | „Blacha” (gościnnie: Łona) | [ 58 ] |
| Projektanci – Mamy to we krwi!                     | 2005 | „Ludzie Odchodzą” (gościnnie: Łona) | [ 59 ] |
| Czarny piątek vol.1 – Polski beat (kompilacja)     | 2005 | Łona, Lilu – „Mów do mnie” Łona – „Nie jest dobrze” Łona – „Helmut”                                                                            | [ 60 ] |
| JuNouDet (kompilacja)                              | 2006 | Bla Bla, Łona – „Mam telewizor” | [ 61 ] |
| 5 Lat JuNouMi Records (kompilacja)                 | 2007 | 2cztery7, Dizkret, Duże Pe, Emil Blef, Łona, Namaste, Pan Wankz – „Znasz mnie”                                                                 | [ 62 ] |
| Projektanci – Braterstwo krwi                      | 2008 | „Pamiętasz?” (gościnnie: Łona, 4P) | [ 63 ] |
| Lilu – LA                                          | 2008 | „Telefon” (gościnnie: Łona) | [ 64 ] |
| Sobota – Urodzony by przegrać, żyje by wygrać      | 2009 | "Szczecin dawaj na majka” (gościnnie: PMM, Specnaz, Oreu, Spółdzielnia (Ogarnij Się!), Łona, Rymek, Beata Andrzejewska, Młody Sob, DJ Twister) | [ 65 ] |
| White House – Poeci                                | 2009 | „Młodzieżowy zaciąg” – Ryszard Danecki (gościnnie: Łona)                                                                                       | [ 66 ] |
| Ten Typ Mes – Zamach na przeciętność               | 2009 | „Nie ten sam ziom” (gościnnie: Numer Raz, Łona, Monika Borzym)                                                                                 | [ 67 ] |
| Te-Tris – Dwuznacznie                              | 2009 | „Tam i z powrotem (dookoła)” (gościnnie: Łona)                                                                                                 | [ 68 ] |
| Pyskaty – Pysk w pysk (reedycja)                   | 2010 | „Bez granic” (gościnnie: Fokus, Małolat, Łona, Fu, Ten Typ Mes, Tomiko, Termanology, O.S.T.R., Ero, Eldo)                                      | [ 69 ] |
| Vienio – Etos 2010                                 | 2010 | „Różnice” (gościnnie: Łona, Fokus) | [ 70 ] |
| DJ Tuniziano – Polski Blender Vol.2                | 2010 | Pyskaty – „Bez granic” (gościnnie: Fokus, Małolat, Łona, Fu, Ten Typ Mes, Tomiko, Termanology, O.S.T.R., Ero, Eldo)                            | [ 71 ] |
| Vienio Vs. Way Side Crew – Wspólny mianownik       | 2011 | „Różnice” (gościnnie: Łona) | [ 72 ] |
| Jesz & MOFW – Sprawdź EPkę                         | 2011 | „Inteligentna kurwa” (gościnnie: Łona, Rymek, DJ Twister)                                                                                      | [ 73 ] |
| Pokahontaz – Rekontakt                             | 2012 | „Veto” (gościnnie: Łona) | [ 74 ] |
| PMM – Zatrzymać gniew                              | 2013 | „Pewnego razu w Szczecinie” (gościnnie: Łona, Bonson)                                                                                          | [ 75 ] |
| nowOsiecka (kompilacja)                            | 2017 | Łona i Webber – Ostatnia prosta (sł. Łona, muz. Webber)                                                                                        | [ 76 ] |

## Teledyski
| Tytuł                                       | Rok  | Reżyseria/Realizacja                                    | Album                          | Źródło |
| ------------------------------------------- | ---- | ------------------------------------------------------- | ------------------------------ | ------ |
| „Rozmowa”                                   | 2001 | –                                                       | Koniec żartów                  | [ 77 ] |
| „Hiphop non stop”                           | 2002 | Adam Grudziński, Jakub Zbyszyński                       | Koniec żartów                  | [ 78 ] |
| „Nie słuchać przed 2050”                    | 2002 | Christer Papanicolaou                                   | Nie słuchać przed 2050 r.      | [ 79 ] |
| „Nie ufajcie Jarząbkowi”                    | 2004 | Papa Creative                                           | Nic dziwnego                   | [ 80 ] |
| „Miej wątpliwość” (oraz Webber)             | 2007 | Mikołaj Bugajak, Michał Dąbal                           | Absurd i nonsens               | [ 81 ] |
| „Bumbox” (oraz Webber)                      | 2009 | Black Solid Pictures                                    | Insert EP                      | [ 82 ] |
| „Nie pytaj nas” (oraz Webber)               | 2011 | Remigiusz Pilawka, Black Solid Pictures                 | Cztery i pół                   | [ 83 ] |
| „To nic nie znaczy” (oraz Webber)           | 2011 | Adam „Łona” Zieliński, Andrzej „Webber” Mikosz          | Cztery i pół                   | [ 84 ] |
| „Kaloryfer” (oraz Webber)                   | 2011 | Krzysztof Kiziewicz, Remigiusz Pilawka, Sebastian Mucha | Cztery i pół                   | [ 85 ] |
| „Wyślij sobie pocztówkę” (oraz Webber)      | 2014 | Adam „Łona” Zieliński, Sebastian Mucha                  | Wyślij sobie pocztówkę         | [ 86 ] |
| „#Hot16Challenge”                           | 2014 | –                                                       | –                              | [ 87 ] |
| „Patrz szerzej” (oraz Webber & The Pimps)   | 2014 | Artur Bursakowski                                       | Łona, Webber & The Pimps w S-1 | [ 88 ] |
| „Błąd” (oraz Webber)                        | 2016 | Adam „Łona” Zieliński, Joanna Trela-Zielińska           | Nawiasem mówiąc                | [ 89 ] |
| „Nie mam pojęcia” (oraz Webber)             | 2016 | Adam „Łona” Zieliński                                   | Nawiasem mówiąc                | [ 90 ] |
| „Gdzie tak pięknie?” (oraz Webber)          | 2017 | Adam „Łona” Zieliński                                   | Nawiasem mówiąc                | [ 91 ] |
| „Stop, Nadiu” (oraz Webber)                 | 2020 | Adam „Łona” Zieliński                                   | Śpiewnik domowy EP             | [ 52 ] |
| „#nikiforszczecinski” (oraz Webber)         | 2020 | Lump                                                    | Śpiewnik domowy EP             | [ 53 ] |
| „Co Tam, Mordo?” (oraz Webber)              | 2020 | Adam Barwiński                                          | Śpiewnik domowy EP             | [ 92 ] |
| Gościnnie                                   |      |                                                         |                                |        |
| Vienio – „Różnice” (gościnnie: Łona, Fokus) | 2010 | Darek Juraś                                             | Etos 2010                      | [ 93 ] |

## Filmografia
| Tytuł              | Rok  | Uwagi                                      | Źródło        |
| ------------------ | ---- | ------------------------------------------ | ------------- |
| „Kozackie klimaty” | 2005 | film dokumentalny, realizacja: ZKF Skandal | [ 94 ] [ 95 ] |

## Nagrody i wyróżnienia
| Rok  | Kategoria          | Tytułem                  | Nagroda   | Uwagi     | Źródło |
| ---- | ------------------ | ------------------------ | --------- | --------- | ------ |
| 2002 | Grand Prix         | „Nie słuchać przed 2050” | Yach Film | Nominacja | [ 96 ] |
| 2002 | Montaż             | „Nie słuchać przed 2050” | Yach Film | Nominacja | [ 96 ] |
| 2024 | Album roku hip hop | „Taxi”                   | Fryderyk  | Laur      | [ 97 ] |